# 渡辺眸
渡辺眸（わたなべひとみ、1942年 - ）は東京都出身の女性写真家である。
明治大学、東京総合写真専門学校卒業。専門学校卒業時に「香具師の世界」を発表、その後若者達の学生運動での姿を撮影し没頭した。1972年からインド・ネパールでの生活記録を1983年に「天竺」を発表し評価を受ける。命あるものをテーマにした作品が多い。

## 写真集
- 「天竺」（1983年、野草社）
- 「モヒタの夢の旅」（1986年、偕成社）
- 「猿年紀」（1994年、新潮社）
- 「西方神話」（1997年、中央公論新社）
- 「ひらいて、Lotus」（2001年、出帆新社）
- 「てつがくのさる」（2003年、出帆新社）
- 「東大全共闘1968~69」（2007年、新潮社）
- 「1968年の世界史」（2009年、藤原書店）
- 「1968新宿」（2014年、街から舎）

## 写真展
- 「天竺」（1985年）
- 「猿年紀」（1994年）
- 「水の呼吸-Breath of Water」（1995年）
- 「西方神話」（1997年）
- 「Lotus」（2001年）
- 「てつがくのさる」（2004年）
- 「全共闘の季節」（2007年 - ）